# Lista de filmes de Pokémon
Pokémon é uma franquia de mídia criada pelo designer de jogo eletrônico Satoshi Tajiri que se concentra em criaturas fictícias chamadas Pokémon. Em 2020, houve 23 filmes de animação e um filme live-action. Os primeiros dezenove filmes de animação são baseados na série de televisão de anime de mesmo nome, com o filme original sendo refeito no dia 22. Os 20º, 21º e 23º filmes de animação são ambientados em uma continuidade alternativa ao anime. Os filmes são produzidos pelos estúdios de animação OLM, Production I.G, Xebec e Wit Studio, e distribuídos no Japão pela Toho, com vários estúdios distribuindo os filmes na América do Norte e Brasil. Eles foram dirigidos por Kunihiko Yuyama e Tetsuo Yajima e escritos por Takeshi Shudo, Hideki Sonoda, Atsuhiro Tomioka, Shōji Yonemura, Eiji Umehara e Aya Takaha. O primeiro filme de animação Pokémon, Pokémon: The First Movie, foi lançado no Japão em 1998, que foi refeito em Mewtwo Strikes Back: Evolution. Um filme live-action, Pokémon: Detetive Pikachu, foi produzido pelo estúdio americano Legendary Entertainment, dirigido por Rob Letterman e escrito por Letterman e Nicole Perlman. É distribuído no Japão pela Toho, e fora do Japão e China pela Warner Bros. Foi lançado em 10 de maio de 2019.
Os filmes são estrelados pelo treinador de Pokémon Ash Ketchum e seu parceiro, o rato elétrico Pikachu. O filme Detetive Pikachu é baseado no jogo Detective Pikachu de 2016 e estrelado por Ryan Reynolds como o papel de captura de movimento do Detetive Pikachu, com Justice Smith e Kathryn Newton como os principais papéis humanos.
Há também dois especiais de televisão animados que foram transmitidos na TV Tokyo apresentando Ash e Pikachu dele e dez curtas-metragens de animação. A Warner Bros. licenciou os três primeiros filmes de animação na América do Norte e a Miramax Films licenciou os quatro filmes seguintes (com a Studio Distribution Services, LLC, um consórcio entre a Warner Bros. Home Entertainment e a Universal Pictures Home Entertainment, responsável pela distribuição de DVDs na América do Norte dos três primeiros filmes de animação (incluindo sob os rótulos Kids' WB e Viz Media), e a Paramount Home Entertainment (via Miramax) cuidou da distribuição de DVDs nos Estados Unidos dos quatro filmes seguintes). Nos lançamentos canadenses, eles foram licenciados pela Alliance Atlantis (agora conhecida como Entertainment One, uma subsidiária da Hasbro), que era responsável pela distribuição canadense da Miramax Films (com a Studio Distribution Services, LLC, um consórcio entre a Warner Bros. Home Entertainment e a Universal Pictures Home Entertainment, cuidou da distribuição canadense de DVDs da Miramax Films (incluindo os quatro filmes seguintes). Nesses quatro filmes distribuídos pela Miramax, havia elencos de dublagem parcial ou totalmente diferentes dos da série de TV em muitos países. Começando com Pokémon: Lucario and the Mystery of Mew, a Viz Media é a única licenciada na América do Norte (com a Studio Distribution Services, LLC, um consórcio entre a Warner Bros. Home Entertainment e a Universal Pictures Home Entertainment, responsável pela distribuição de DVDs de Pokémon na América do Norte: Lucario and the Mystery of Mew em diante). Nos lançamentos brasileiros, os três primeiros filmes foram distribuídos pela Warner Bros.; quarto, sexto e sétimo foram distribuídas pela Europa Filmes; quinto foi distribuída pela Buena Vista, e a partir do oitavo filme foi distribuída pela SDI Media Poland.
O 23º e mais recente filme de animação, Pokémon the Movie: Secrets of the Jungle, foi originalmente programado para ser lançado nos cinemas japoneses em 10 de julho de 2020, mas foi adiado para 25 de dezembro de 2020, devido à pandemia de COVID-19; foi lançado em 8 de outubro de 2021, nos Estados Unidos e Brasil.

## Filmes

### Filmes de animação

#### Continuidade do anime

##### A Série: O Início/Ouro & Prata
| # | Título japonês | Data de lançamento  | Título inglês                                  | Data de lançamento     | Título brasileiro                                         | Data de lançamento    | Pokémon lendários                 |
| - | --- | ------------------- | ---------------------------------------------- | ---------------------- | --------------------------------------------------------- | --------------------- | --------------------------------- |
| 1 | Mewtwo's Counterattack (ミュウツーの逆襲, Myūtsū no Gyakushū) | 18 de Julho de 1998 | Pokémon: The First Movie - Mewtwo Strikes Back | 12 de Novembro de 1999 | Pokémon: O Filme - Mewtwo Contra-Ataca                    | 7de Janeiro de 2000   | Mewtwo e Mew                      |
| 2 | Revelation Lugia (幻のポケモン ルギア爆誕, Maboroshi no Pokemon Rugia Bakutan, Mirage Pokémon: Lugia's Explosive Birth)                                                      | 17 de Julho de 1999 | Pokémon: The Movie 2000 - The Power of One     | 21 de Julho de 2000    | Pokémon: O Filme 2000 - O Poder de Um                     | 21 de Julho de 2000   | Lugia, Articuno, Zapdos e Moltres |
| 3 | Lord of the 'UNKNOWN' Tower: Entei (結晶塔の帝王 ENTEI, Kesshōtō no Teiō ENTEI, Emperor of The Crystal Tower: ENTEI)                                                         | 8 de Julho de 2000  | Pokémon: The Movie 3 - Spell of the Unown      | 6 de Abril de 2001     | Pokémon: O Filme 3 - O Feitiço dos Unown                  | 6 de Julho de 2001    | Entei                             |
| 4 | Celebi: A Timeless Encounter (セレビィ 時を超えた遭遇（であい）, Serebyi Toki o Koeta Deai, Celebi: The Meeting that Traversed Time)                                         | 7 de Julho de 2001  | Pokémon 4Ever: Celebi, Voice of the Forest     | 11 de Outubro de 2002  | Pokémon 4: Viajantes do Tempo - Celebi, A Voz da Floresta | 8 de Julho de 2005    | Celebi e Suicune                  |
| 5 | The Guardians of Altomare (水の都の護神 ラティアスとラティオス, Mizu no Miyako no Mamorigami Ratiasu to Ratiosu, Guardian Gods of the Capital of Water: Ratiasu and Ratiosu) | 13 de Julho de 2002 | Pokémon Heroes: Latios and Latias              | 16 de Maio de 2003     | Heróis Pokémon: Latios e Latias                           | 14 de Janeiro de 2006 | Latios e Latias                   |

##### A Série: Rubi & Safira
| # | Título japonês | Data de lançamento  | Título inglês                            | Data de lançamento     | Título brasileiro                          | Data de lançamento      | Pokémon lendários                        |
| - | --- | ------------------- | ---------------------------------------- | ---------------------- | ------------------------------------------ | ----------------------- | ---------------------------------------- |
| 6 | Wishing Star of the Seven Nights (七夜の願い星 ジラーチ, Nanayo no Negaiboshi Jirāchi, Wishing Star of the Seven Nights: Jirachi)                                                         | 19 de Julho de 2003 | Pokémon: Jirachi Wishmaker               | 1 de Junho de 2004     | Pokémon 6: Jirachi - Realizador de Desejos | 4 de Outubro de 2006    | Jirachi e Groudon                        |
| 7 | Deoxys the Visitor (裂空の訪問者 デオキシス, Rekkū no Hōmonsha Deokishisu, Visitor da Fissure in the Sky: Deoxys)                                                                         | 17 de Julho de 2004 | Pokémon: Destiny Deoxys                  | 22 de Janeiro de 2005  | Pokémon 7: Alma Gêmea                      | 6 de Fevereiro de 2008  | Deoxys e Rayquaza                        |
| 8 | Mew and the Wave Hero (ミュウと波導（はどう）の勇者 ルカリオ, Myū to Hadō no Yūsha Rukario, Mew and the Wave Guiding Hero: Lucario)                                                       | 16 de Julho de 2005 | Pokémon: Lucario and the Mystery of Mew  | 19 de Setembro de 2006 | Pokémon: Lucario e o Mistério de Mew       | 23 de Fevereiro de 2008 | Mew, Ho-oh, Regirock, Regice e Registeel |
| 9 | The Pokémon Ranger and the Prince of the Sea (ポケモンレンジャーと蒼海（うみ）の王子 マナフィ, Pokemon Renjā to Umi no Ōji Manafi, The Pokémon Ranger and the Prince of the Sea: Manaphy) | 15 de Julho de 2006 | Pokémon Ranger and the Temple of the Sea | 23 de Março de 2007    | Pokémon Ranger e o Lendário Templo do Mar  | 16 de Janeiro de 2009   | Kyogre e Manaphy                         |

##### A Série: Diamante & Pérola
| #  | Título japonês | Data de lançamento  | Título inglês                         | Data de lançamento      | Título brasileiro                      | Data de lançamento      | Pokémon lendários                          |
| -- | --- | ------------------- | ------------------------------------- | ----------------------- | -------------------------------------- | ----------------------- | ------------------------------------------ |
| 10 | Dialga VS Palkia VS Darkrai (ディアルガVSパルキアVSダークライ, Diaruga Tai Parukia Tai Dākurai)                      | 14 de Julho de 2007 | Pokémon: The Rise of Darkrai          | 24 de Fevereiro de 2008 | Pokémon: O Pesadelo de Darkrai         | 18 de Fevereiro de 2010 | Dialga, Palkia e Darkrai                   |
| 11 | Giratina and the Sky Bouquet: Shaymin (ギラティナと氷空（そら）の花束 シェイミ, Giratina to Sora no Hanataba Sheimi) | 19 de Julho de 2008 | Pokémon: Giratina & the Sky Warrior   | 13 de Fevereiro de 2009 | Pokémon: Giratina e o Cavaleiro do Céu | 9 de Abril de 2010      | Shaymin, Dialga, Giratina e Regigigas      |
| 12 | Arceus: To the Conquering of Space-Time (アルセウス 超克の時空へ, Aruseusu Chōkoku no Jikū e)                        | 18 de Julho de 2009 | Pokémon: Arceus and the Jewel of Life | 20 de Novembro de 2009  | Pokémon: Arceus e a Jóia da Vida       | 21 de Novembro de 2010  | Dialga, Palkia, Giratina, Arceus e Heatran |
| 13 | Phantom Ruler: Zoroark (幻影の覇者 ゾロアーク, Gen'ei no Hasha Zoroāku, The Ruler of Illusion: Zoroark)              | 10 de Julho de 2010 | Pokémon: Zoroark: Master of Illusions | 5 de Fevereiro de 2011  | Pokémon: Zoroark - Mestre das Ilusões  | 10 de Março de 2012     | Raikou, Entei, Suicune e Celebi            |

##### A Série: Branco & Preto
| #  | Título japonês                                                                                                  | Data de lançamento  | Título inglês                                       | Data de lançamento     | Título brasileiro                                  | Data de lançamento     | Pokémon lendários                              |
| -- | --- | ------------------- | --------------------------------------------------- | ---------------------- | -------------------------------------------------- | ---------------------- | ---------------------------------------------- |
| 14 | Victini and the Black Hero: Zekrom (ビクティニと黒き英雄ゼクロム, Bikutini to Kuroki Eiyū Zekuromu)             | 16 de Julho de 2011 | Pokémon the Movie: White—Victini and Zekrom         | 3 de Dezembro de 2011  | Pokémon O Filme: Branco - Victini e Zekrom         | 11 de Junho de 2013    | Victini, Zekrom e Reshiram                     |
| 14 | Victini and the White Hero: Reshiram (ビクティニと白き英雄 レシラム, Bikutini to Shiroki Eiyū Reshiramu)        | 16 de Julho de 2011 | Pokémon the Movie: Black—Victini and Reshiram       | 10 de Dezembro de 2011 | Pokémon O Filme: Preto - Victini e Reshiram        | 29 de Novembro de 2012 | Victini, Zekrom e Reshiram                     |
| 15 | Kyurem vs. the Sacred Swordsman: Keldeo (キュレムVS聖剣士 ケルディオ, Kyuremu tai Seikenshi Kerudio)            | 14 de Julho de 2012 | Pokémon the Movie: Kyurem vs. the Sword of Justice  | 8 de Dezembro de 2012  | Pokémon O Filme: Kyurem contra a Espada da Justiça | 1 de Novembro de 2013  | Kyurem, Cobalion, Terrakion, Virizion e Keldeo |
| 16 | ExtremeSpeed Genesect: Mewtwo Awakens (神速のゲノセクト ミュウツー覚醒, Shinsoku no Genosekuto: Myūtsū Kakusei) | 13 de Julho de 2013 | Pokémon the Movie: Genesect and the Legend Awakened | 19 de Outubro de 2013  | Pokémon O Filme: Genesect e a Lenda Revelada       | 30 de Maio de 2014     | Mewtwo e Genesect                              |

##### A Série: XY
| #  | Título japonês                                                                                         | Data de lançamento  | Título inglês                                            | Data de lançamento     | Título brasileiro                                 | Data de lançamento                                               | Pokémon lendários |
| -- | --- | ------------------- | -------------------------------------------------------- | ---------------------- | ------------------------------------------------- | ---------------------------------------------------------------- | --- |
| 17 | Cocoon of Destruction & Diancie (破壊の繭とディアンシー, Hakai no mayu to dianshī)                     | 19 de Julho de 2014 | Pokémon the Movie: Diancie and the Cocoon of Destruction | 8 de novembro de 2014  | Pokémon O Filme: Diancie e o Casulo da Destruição | 02 de Agosto de 2015                                             | Diancie, Xerneas e Yveltal |
| 18 | The Archdjinni of the Rings: Hoopa (光輪の超魔神 フーパ, Ring no chōmajin Hoopa)                       | 18 de julho de 2015 | Pokémon the Movie: Hoopa and the Clash of Ages           | 19 de dezembro de 2015 | Pokémon O Filme: Hoopa e o Duelo Lendário         | 11 de agosto de 2016                                             | Hoopa, Lugia, Kyogre, Groudon, Rayquaza, Latios, Latias, Dialga, Palkia, Giratina, Reshiram, Zekrom ,Kyurem, Arceus e Regigigas. |
| 19 | Volcanion and the Exquisite Magearna (ボルケニオンと機巧のマギアナ, Borukenion to karakuri no Magiana) | 16 de julho de 2016 | Pokémon the Movie: Volcanion and the Mechanical Marvel   | 5 de dezembro de 2016  | Pokémon O Filme: Volcanion e a Maravilha Mecânica | 16 de junho de 2017 (iOS) 10 de agosto de 2017 (Cartoon Network) | Zygarde, Volcanion e Magearna |

#### Continuidade alternativa
| #  | Título japonês | Data de lançamento     | Título inglês                            | Data de lançamento     | Título brasileiro                  | Data de lançamento    | Pokémon lendários                         |
| -- | --- | ---------------------- | ---------------------------------------- | ---------------------- | ---------------------------------- | --------------------- | ----------------------------------------- |
| 20 | I Choose You! (劇場版ポケットモンスター キミにきめた！, Gekijō-ban Poketto Monsutā Kimi ni kimeta!)                    | 15 de julho de 2017    | Pokémon the Movie: I Choose You!         | 5 de novembro de 2017  | Pokémon O Filme: Eu Escolho Você!  | 5 de novembro de 2017 | Ho-oh, Marshadow, Entei, Suicune e Raikou |
| 21 | Everyone's Story (劇場版げきじょうばんポケットモンスター みんなの物語, Gekijō-ban Poketto Monsutā Minna no Monogatari) | 13 de julho de 2018    | Pokémon the Movie: The Power of Us       | 24 de novembro de 2018 | Pokémon O Filme: O Poder de Todos  | 11 de janeiro de 2019 | Lugia e Zeraora                           |
| 23 | Coco (ココ, Kōkō) | 25 de dezembro de 2020 | Pokémon the Movie: Secrets of the Jungle | 8 de outubro de 2021   | Pokémon o Filme: Segredos da Selva | 8 de outubro de 2021  | Celebi e Zarude                           |

#### Remakes
| #  | Título japonês                                                                               | Data de lançamento  | Título inglês                                     | Data de lançamento      | Título brasileiro                                | Data de lançamento      | Pokémon lendários |
| -- | -------------------------------------------------------------------------------------------- | ------------------- | ------------------------------------------------- | ----------------------- | ------------------------------------------------ | ----------------------- | ----------------- |
| 22 | Mewtwo's Counterattack: Evolution (ミュウツーの逆襲 EVOLUTION, Myūtsū no Gyakushū EVOLUTION) | 12 de julho de 2019 | Pokémon the Movie: Mewtwo Strikes Back: Evolution | 27 de fevereiro de 2020 | Pokémon, O Filme: Mewtwo Contra-Ataca - Evolução | 27 de fevereiro de 2020 | Mew e Mewtwo      |

### Filmes de live-action
| # | Título                    | Título original                                                 | Data de exibição  | Data de exibição  | Data de exibição   |
| --- | ------------------------- | --------------------------------------------------------------- | ----------------- | ----------------- | ------------------ |
| 1 | Pokémon: Detetive Pikachu | Pokémon: Detective Pikachu Meitantei Pikachū (名探偵ピカチュウ) | 3 de maio de 2019 | 9 de maio de 2019 | 10 de maio de 2019 |
| Um jovem faz parceria com um detetive falando Pikachu para resolver o mistério de seu pai desaparecido. |                           |                                                                 |                   |                   |                    |

## Recepção
| Filmes                                | Rotten Tomatoes     | Rotten Tomatoes    | Metacritic       | IMDb               | Anime News Network | MyAnimeList         | Filmaffinity      |
| Filmes                                | Recepção da crítica | Reação do público  | Metacritic       | IMDb               | Anime News Network | MyAnimeList         | Filmaffinity      |
| ------------------------------------- | ------------------- | ------------------ | ---------------- | ------------------ | ------------------ | ------------------- | ----------------- |
| Mewtwo Strikes Back                   | 14% (79 opiniões)   | 62% (67 984 votos) | 25 (25 opiniões) | 5.8 (28 388 votos) | 6 (1 871 votos)    | 7.67 (66 706 votos) | 4.7 (7 679 votos) |
| The Power of One                      | 15% (65 opiniões)   | 55% (59 078 votos) | 28 (20 opiniões) | 5.9 (14 843 votos) | 6 (1 376 votos)    | 7.46 (51 843 votos) | 4.7 (3 351 votos) |
| Spell of the Unown                    | 22% (55 opiniões)   | 52% (23 038 votos) | 22 (18 opiniões) | 5.5 (8 692 votos)  | 6 (942 votos)      | 7.16 (47 220 votos) | 4.3 (2 252 votos) |
| Celebi - Voice of the Forest          | 14% (45 opiniões)   | 54% (15 105 votos) | 25 (16 opiniões) | 5.5 (5 139 votos)  | 6 (757 votos)      | 7.06 (36 696 votos) | 4.9 (758 votos)   |
| Heroes: Latios and Latias             | 16% (39 opiniões)   | 60% (13 008 votos) | 27 (17 opiniões) | 6.1 (3 255 votos)  | 7 (523 votos)      | 7.32 (26 240 votos) | 5.1 (588 votos)   |
| Jirachi Wishmaker                     | -                   | 62% (10 345 votos) | -                | 5.9 (2 128 votos)  | 6 (469 votos)      | 6.95 (26 762 votos) | 4.7 (289 votos)   |
| Destiny Deoxys                        | -                   | 71% (10 411 votos) | -                | 6.1 (1 703 votos)  | 7 (361 votos)      | 7.11 (27 741 votos) | 5.0 (310 votos)   |
| Lucario and the Mystery of Mew        | -                   | 80% (6 574 votos)  | -                | 7.1 (2 184 votos)  | 7 (364 votos)      | 7.41 (29 175 votos) | 5.4 (530 votos)   |
| Ranger and the Temple of the Sea      | -                   | 70% (2 820 votos)  | -                | 6.1 (1 041 votos)  | 6 (244 votos)      | 7.03 (20 319 votos) | 5.1 (320 votos)   |
| The Rise of Darkrai                   | -                   | 74% (1 101 votos)  | -                | 6.5 (1 406 votos)  | 7 (243 votos)      | 7.34 (23 138 votos) | 5.7 (375 votos)   |
| Giratina and the Sky Warrior          | -                   | 66% (1 037 votos)  | -                | 6.3 (761 votos)    | 7 (173 votos)      | 7.11 (19 398 votos) | 5.1 (408 votos)   |
| Arceus and the Jewel of Life          | -                   | 68% (639 votos)    | -                | 6.4 (771 votos)    | 7 (119 votos)      | 7.15 (17 299 votos) | 5.3 (362 votos)   |
| Zoroark: Master of Illusions          | -                   | 71% (395 votos)    | -                | 6.2 (683 votos)    | 6 (88 votos)       | 7.15 (13 898 votos) | 5.1 (325 votos)   |
| White: Victini and Zekrom             | -                   | 69% (479 votos)    | -                | 6.1 (787 votos)    | 7 (37 votos)       | 6.96 (8 913 votos)  | 4.3 (114 votos)   |
| Black: Victini and Reshiram           | -                   | 29% (10 votos)     | -                | 5.9 (347 votos)    | 7 (39 votos)       | 6.94 (8 018 votos)  | 4.3 (132 votos)   |
| Kyurem vs. the Sword of Justice       | -                   | 59% (182 votos)    | -                | 5.6 (548 votos)    | 6 (37 votos)       | 6.70 (7 665 votos)  | 4.4 (154 votos)   |
| Genesect and the Legend Awakened      | -                   | 35% (33 votos)     | -                | 5.5 (496 votos)    | 6 (29 votos)       | 6.68 (6 348 votos)  | 4.0 (151 votos)   |
| Diancie and the Cocoon of Destruction | -                   | 67% (180 votos)    | -                | 5.5 (418 votos)    | -                  | 6.79 (4 267 votos)  | 4.2 (104 votos)   |
| Hoopa and the Clash of Ages           | -                   | 51% (68 votos)     | -                | 6.2 (430 votos)    | -                  | 6.95 (3 419 votos)  | 4.7 (114 votos)   |
| Volcanion and the Mechanical Marvel   | -                   | 60% (7 votos)      | -                | 6.3 (329 votos)    | -                  | 6.95 (146 votos)    | 5.3 (39 votos)    |
| Pokémon the Movie: I Choose You       |                     |                    |                  |                    |                    |                     |                   |
| Pokémon the Movie: The Power of Us    |                     |                    |                  |                    |                    |                     |                   |
| Média                                 | 16%                 | 61%                | 25               | 6.1                | 6                  | 7.09                | 4.8               |